# Kanon (Schriftmaß)
Non Plus Ultra (2 Punkt)
Microscopique (2,5 Punkt)
Brilliant (3 Punkt)
Diamant (4 Punkt)
Perl (5 Punkt)
Nonpareille (6 Punkt)
Insertio (6,5 Punkt)
Kolonel (7 Punkt)
Petit (8 Punkt)
Borgis (9 Punkt)
Korpus (10 Punkt)
Rheinländer (11 Punkt)
Cicero (12 Punkt)
Mittel (14 Punkt)
Tertia (16 Punkt)
Paragon (18 Punkt)
Text (20 Punkt)
Kanon (36 Punkt)
Konkordanz (48 Punkt)
Sabon (60 Punkt)
Die Kanon ist ein Schriftgrad im Bleisatz mit einer Kegelhöhe von 36 Didot-Punkten, das entspricht 13.538 mm. Sie entspricht drei Cicero. Die Entsprechung in 36 DTP-Punkten misst 12,7 mm, also einen halben englischen Zoll.
Der Name Kanon geht auf den traditionellen Schriftsatz des zentralen Teils des Messbuches der Katholischen Kirche zurück, der den Namen Kanon trägt (s. Hochgebet).
- Kleine Kanon oder Doppeltertia = 32 Punkte oder 12,034 Millimeter[1]
- Kanon oder 3 Cicero = 36 Punkte oder 13,538 Millimeter[1]
- Grobe Kanon = 42 Punkte oder 15,795 Millimeter[1]